# 田中一元

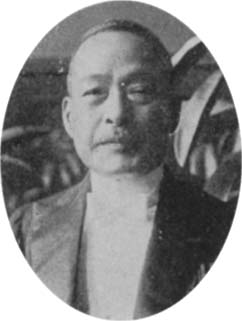
田中一元

田中 一元（たなか かずもと、1878年（明治11年）2月2日 - 1942年（昭和17年）2月12日）は、日本の教育者。

## 経歴
福岡県遠賀郡折尾町（現在の北九州市八幡西区）出身。池田作右衛門の二男として生まれ、田中寥誉の養子となった。1899年（明治32年）、浄土宗高等学院（現在の大正大学）を卒業。1906年（明治39年）、東京帝国大学文科大学史学科を卒業し、さらに研究科を修了した。芝中学校教頭、奈良県立郡山高等学校教頭、奈良女子高等師範学校教授・庶務主幹、島根県立松江中学校校長などを歴任した。1927年（昭和2年）、東京府女子師範学校校長・東京府立第二高等女学校校長となり、1938年（昭和13年）に退官した。